# Електросклопідіймач

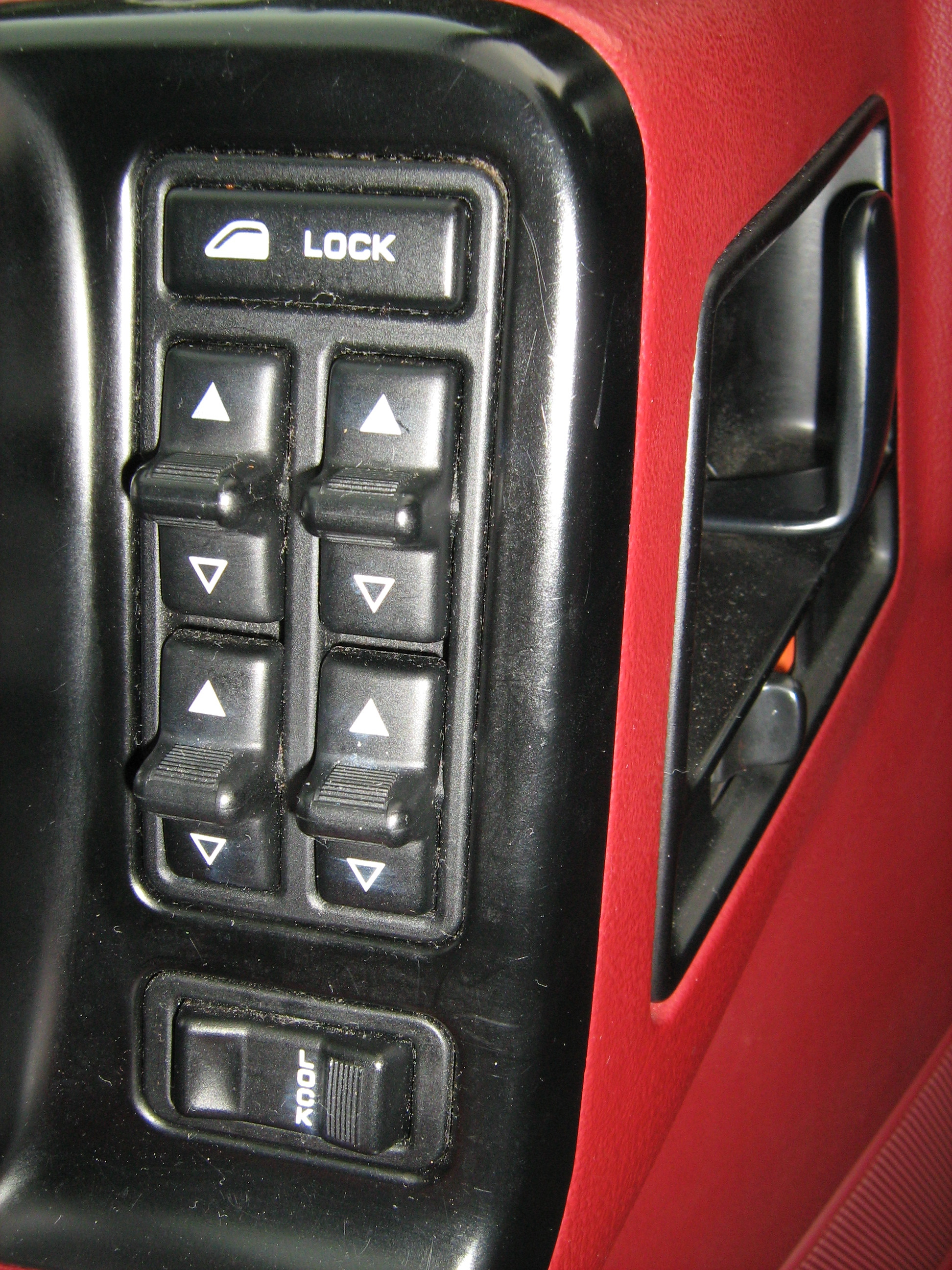
Управління склопідіймачем на автомобілі Гранд-Черокі

Електросклопідіймач - пристрій в автомобілі, що дозволяє закривати бічне скло дверей (які при їх відкритті зазвичай ховаються всередину дверей) без зусиль, натисканням на кнопку.
Склопідіймачи зазвичай встановлюються або на всі чотири двері (для 4-дверних моделей), або тільки на передні двері.
Звичайні засоби управліннями ссклопідіймачами - трьохпозиційні перемикачі, що включають функції:
- Скло в спокої
- Скло закривається
- Скло відкривається

Причому після того, як оператор перестав керувати склом - перемикач повертається в нейтральне положення і рух скла припиняється.
Скло водійських дверей зазвичай забезпечується п'ятипозиційними перемикачами. До стандартного набору додається автоматичне закривання і автоматичне відкривання. Якщо перемикач поставити в ці позиції, то вікно буде продовжувати рух навіть тоді, коли оператор відірветься від управління, і перемикач повернеться в нейтральне положення.
Часто управління склопідіймачами всіх вікон дублюються для водія на водійських дверях або знаходяться в доступному для водія місці. Також подібні центри управління комплектуються додатковою кнопкою, яка відключає управління клом з перемикачів, розташованих на дверях. Це дає можливість керувати склом тільки з водійського місця і робить перевезення дітей безпечнішою для них.

## Пристрій
Усередині кожної двері вбудований механізм стеклопідіймання, який складається з електроприводу (двигуна на 12 вольт з редуктором) і кінематики стеклопідіймача. Зазвичай виробники використовують два найбільш поширених механізми - це тросове управління та шестернею через зубчасту рейку.